# Jacek Bromski
Jacek Bromski, est un réalisateur, scénariste et producteur de cinéma polonais, né le 19 décembre 1946 à Wrocław.

## Biographie
Jacek Bromski étudie la peinture à l'Académie des beaux-arts de Varsovie en 1965-1970, puis, la littérature polonaise à l'Université de Varsovie en 1972-1974. En 1988, il est l'un des fondateurs, avec Juliusz Machulski et Jacek Moczydłowski, de la société de production Zebra Film. Depuis 1996, il est le président de l'Association des cinéastes polonais. Depuis 2007, il est également le président de la World Cinema Alliance (Alliance Mondiale du Cinéma). Sa comédie criminelle C'est moi, le voleur remporte un Astor d'or du meilleur film au Festival international du film de Mar del Plata en 2001.

## Filmographie
- 1982 : Alicja
- 1985 : Ceremonia pogrzebowa
- 1988 : Zabij mnie glino
- 1989 : Sztuka kochania
- 1991 : Kuchnia polska
- 1992 : 1968. Szczęśliwego Nowego Roku
- 1996 : Dzieci i ryby
- 1998 : U Pana Boga za piecem
- 1999 : C'est moi, le voleur
- 2002 : Kariera Nikosia Dyzmy
- 2005 : Kochankowie roku tygrysa
- 2005 : I wie Pan co? w Solidarność, Solidarność...
- 2007 : U Pana Boga w ogródku
- 2009 : U Pana Boga za miedzą
- 2011 : Les Impliqués
- 2013 : Bilet na Księżyc
- 2015 : Anatomia zła
- 2019 : Solid Gold
- 2023 : U Pana Boga w Królowym Moście

## Récompenses et distinctions
- Médaille d'or Gloria Artis en 2015.
- croix officier dans l'ordre Polonia Restituta (2011)